# Louis Armstrong Jazzfesztivál

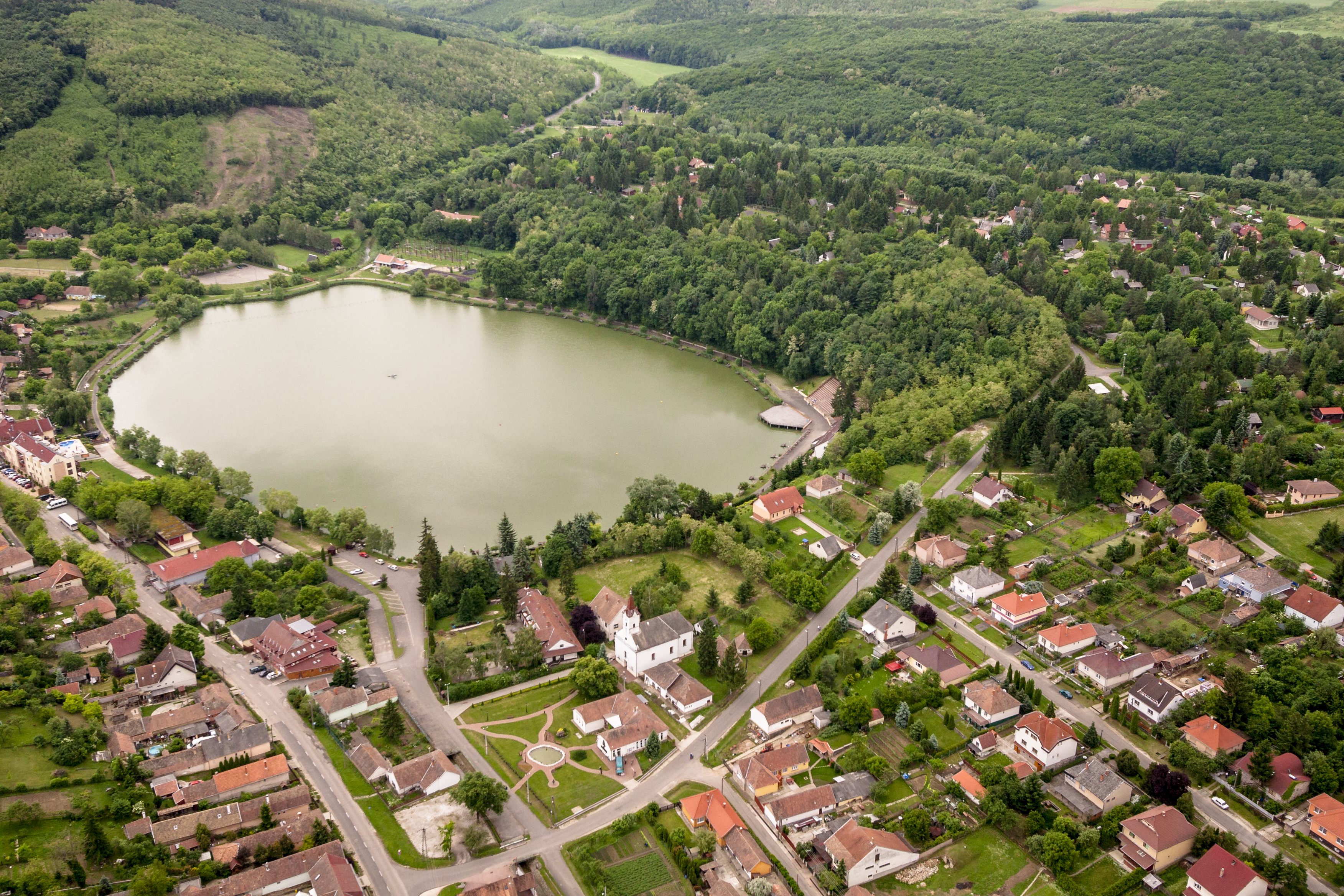

Magyarország egyik rangos kulturális eseménye, a Louis Armstrong Jazzfesztivál minden év júniusában a Nógrád vármegyei Bánkon kerül megrendezésre. A fesztivál különlegessége, hogy közvetlenül a Bánki-tó ölelésében kapott helyet. A tóparton egy vízi színpadot is létrehoznak, ahol évről évre neves hazai és tengerentúli előadók és együttesek mutatkoznak be.
A fesztivál háromnapos, évente más és más kulturális eseményekkel is szolgál: fotókiállítások, fotópályázatok, festmények és táncbemutatók.

## Történet

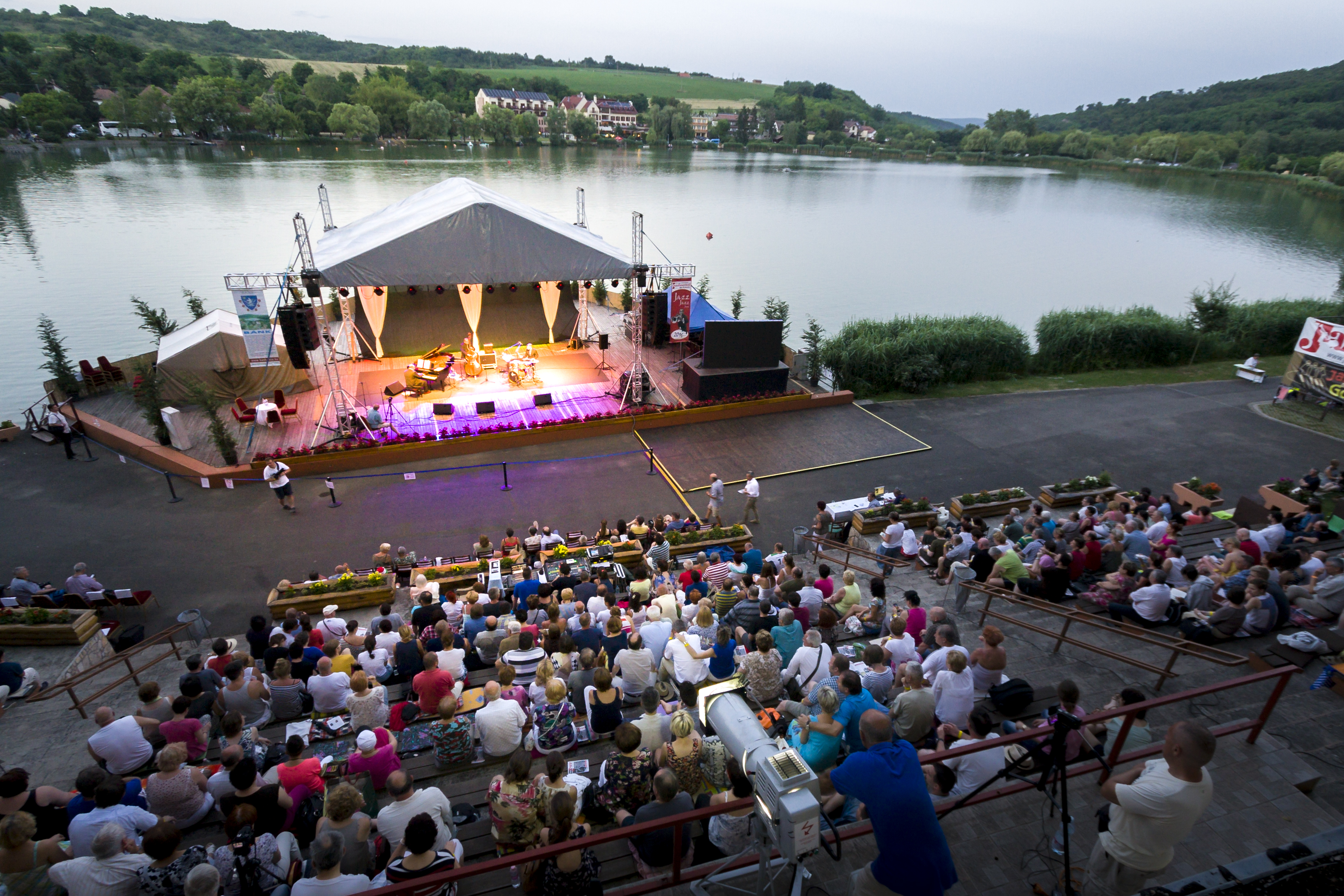

A fesztivált 2004 óta rendezik június utolsó napjaiban a Swing Jazz Kultúráért Alapítvány támogatásával. Eddig mintegy hatszáz művész mutatkozott be.
A Swing Jazz Kultúráért Alapítvány alapítói és egyben a Louis Armstrong Jazzfesztivál megálmodói, Karacs Ferenc és felesége, Karacsné Zagyva Julianna, akik a 30-as, 40-es évek tradicionális swing-jazz kultúrájának népszerűsítését tűzték ki célul.
Minden évben egy emlékdíjat is átadnak. A díjat Győrfi Lajos püspökladányi szobrászművész készítette, a Magyar Köztársaság Ezüst Érdemrendkereszttel kitüntetett művésze.

## Díjazottak
Az elmúlt években Louis Armstrong-emlékdíjban részesültek:
- 2005: Irakli de Davrichewy, Jazz Band Ball Orchestra
- 2006: Joe Murányi, Bényei Tamás/Hot Jazz Band
- 2007: Antoine Trommelen, Molnár Gyula/Molnár Dixieland Band
- 2008: Herbert Christ, Gyárfás István
- 2009: Dr. Túry Endréné, Scott Hamilton
- 2010: Johnny Thompson, Benkó Sándor
- 2011: Csík Gusztáv, Warren Vaché
- 2012: Szalóky Béla, Dan Nimmer
- 2014: Joan Faulkner, Major Zoltán (posztumusz)
- 2015: Wycliffe Gordon, Gonda János
- 2016: Willie Pickens, Joey DeFrancesco
- 2017: James Morrison, Deseő Csaba

## Szobrok a Bánki-tó körül
Nógrád vármegye és egyúttal a Bánki-tó népszerű turistacélpontnak számít számtalan kikapcsolódási lehetősége miatt. Gyakran választják horgászat és csónakázás helyszínéül, sőt nyáron kellemes hőmérséklete miatt fürdésre is ideális. A Bánki-tó körül sétálva a jazztörténet 3 legnagyobb és legismertebb alakjának bronzszobra is felfedezhető: Louis Armstrongé, kinek nevét maga a fesztivál is viseli, Joe Muranyié, valamint Oscar Petersoné, melyek szintén a Louis Armstrong-emlékdíj alkotójának, Győrfi Lajos szobrászművésznek köszönhetők.

### Louis Armstrong-szobor
2004-ben, az I. Louis Armstrong Jazzfesztivál megnyitó ünnepségén Joseph P. „Joe” Murányi a magyar származású amerikai jazz-klarinétos, Louis Armstrong utolsó és egyetlen fehér klarinétosaként (a Louis Armstrong All Stars Band tagjaként) avatta fel a fesztivál névadójának, Louis Daniel Armstrongnak (becenevén Satchmo; New Orleans, 1901. augusztus 4.–New York, 1971. július 6.) mellszobrát a Tó Wellness Hotel kertjében. Az 5/4-es életnagyságú bronzportrét, mely az egyetlen Armstrong-emlék hazánkban, andezitsziklára helyezték, kialakítása pedig rendkívül élethűre sikeredett a kerek arcnak és a vibráló szemeknek köszönhetően.

### Joe Murányi-szobor

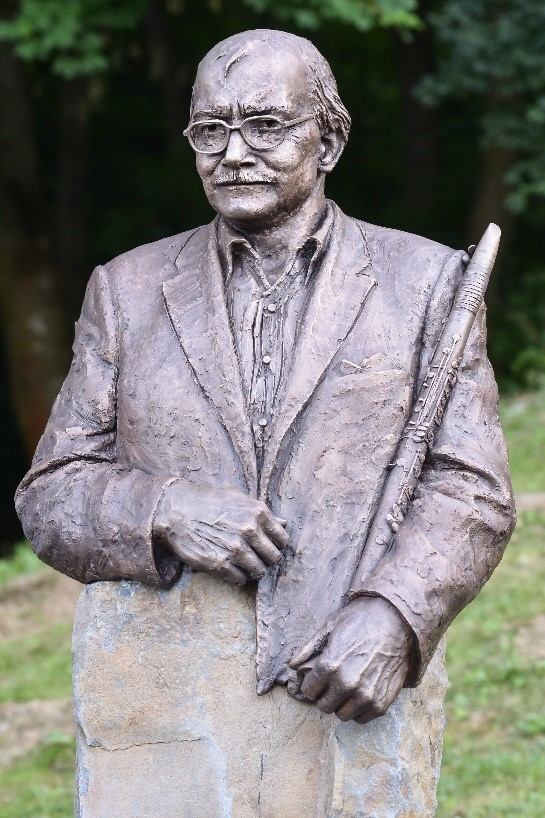
Joe Murányi-szobor

A tizedik, jubileumi fesztivál idején, 2014-ben avatták fel a fesztivál örökös meghívott vendégének és házigazdájának Joseph P. „Joe” Muranyi (Ohio, 1928. január 14. – New York, 2012. április 20.) magyar származású jazzklarinétos, szobrát. Szülei Magyarországról, édesapja Mezőkövesdről, édesanyja Győr melletti kis faluból származott. Bár Joe bácsi Ohióban született mégis Magyarország mindig különleges helyet foglalt el szívében, éppúgy, mint szülei szívében. Fiatalkorában magyarul tanult, így hazalátogatásai során gyakran játszott magyar tradicionális jazz-zenekarokkal. Joe Murányi több ízben is a jazzfesztivál házigazdája volt, így a szervezőknek és a Swing Jazz Kultúráért Alapítvány alapítóinak nagy megtiszteltetés volt, hogy örök emléket állíthattak a Louis Armstrong Jazzfesztivál örökös házigazdájának. Az életnagyságú bronzportré előző társához hasonlóan rendkívül élethűen tükrözi Joe Murányi személyiségét.
A szobor mellett álló sziklán a következő felirat olvasható:
JOE MURÁNYI
1928–2012
„… TE CSAK FÚJJAD!”
„…YOU JUST BLOW IT!”
„LOUIS ARMSTRONG, 1967.”

### Oscar Peterson-szobor

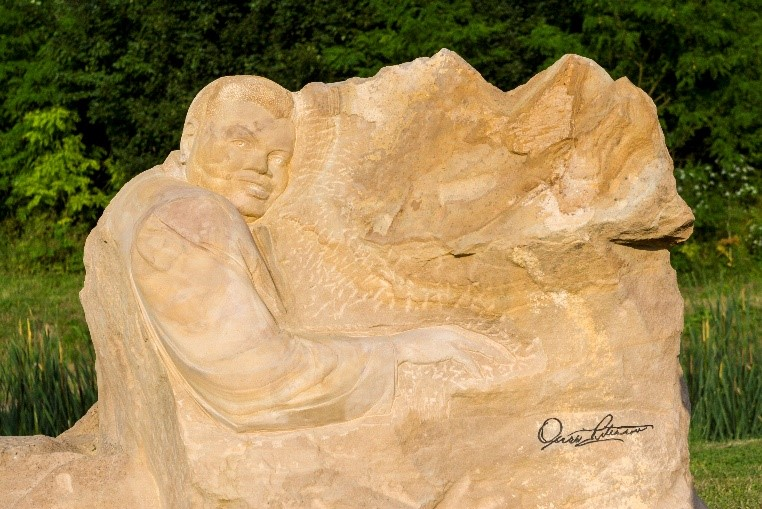
Oscar Peterson-szobor

A 2016-os Jazzfesztivál mottója „Emlékezzünk Oscar Petersonra” volt. Oscar Peterson volt az első jazz-zongorista, aki világhírre tett szert. Miután az 1940-es években berobbant a nemzetközi zenei színtérre, a jazztörténelem valaha volt egyik leghíresebb jazzművészévé vált. Számtalan díja közül kiemelendő hét Grammy-díj, valamint számos, a legjobb zongoristáknak járó elismerés különböző magazinoktól. Szobrát a nyitónap egyik kiemelt eseményeként avatták fel.
„A 2000-es évek elején a tó kotrásakor kiemeltek a vízből egy hatalmas, több tonnás kőtömböt, amely a mélyben millió évek óta aludta álmát egy szobrot zárva magába. Mert minden kő egy elvarázsolt, ki nem szabadított szobrot rejt, míg meg nem találja szabadító szobrászát. Az idén nyár elején elszállították a követ Püspökladányba, ahol Győrfi Lajos szobrászművész az előző két szobor alkotója él és dolgozik, neki kellett kibontania a kőbezártat. Forgatta az ormótlan, idomtalan kőtömböt, sokszor körbe-körbe járta, mire egyszer meglátta benne, megtalálta Oscar Petersont, a kanadai jazz-zongoristát.” – részlet Prokai Gábor művészettörténész szoboravatáson elhangzott beszédéből.

## A fesztiválon fellépő világsztárok
Dan Nimmer Paul Nedzela, 
Scott Hamilton, 
Pete Van Nostrand, 
Joey DeFrancesco, 
Nichola Angelucci, 
Fabio Zeppatella, 
Marian Petrescu, 
Mihai Petrescu, 
Alexander Mashin, 
Mark Nightingale, 
James Morrison, 
Ken Peplowski, 
Harry Allen, 
Lisa Simone), 
Peggi Blu, 
John Allred, 
Csík Gusztáv, 
Reggie Johnson, 
Scott Robinson, 
Joan Faulkner, 
Joanne Bell, 
Harriet Lewis, 
Dezron Douglas, 
Alvin Queen, 
Illényi Katica, 
Deseő Csaba, 
Bratislava Hot Serenaders Orchestra, 
Dutch Swing College Band, 
Swinging Violins, 
Budapest Jazz Orchestra, 
Bényei Balázs, 
Gramophonia Hot Jazz Orchestra, 
Bágyi Balázs New Quartet és Pocsai Kriszta, 
Farkas Gábriel & His Band.